# ストーンド・アンド・ディスローンド
ストーンド・アンド・ディスローンド (Stoned & Dethroned)はイギリスのロックバンド、ジーザス&メリーチェインの5thアルバム。1994年8月15日発売。

## 概要
1992年のほとんどをツアーに費やした後、翌1993年1月に自身のドラッグストア・スタジオに入ったバンドは、アコースティック・ギター主体のアルバムを作ろうと思い立つ。レコーディングは当初の計画よりも長引き、結局1993年の大半をスタジオで過ごした。アルバムは当初計画した通りのアコースティック・ポップ風のアルバムに仕上がり、全曲2~3分台の短い楽曲で構成されている。アルバム収録曲の「ゴッド・ヘルプ・ミー」ではザ・ポーグスのシェーン・マガウアンがボーカルを、アルバムのリードシングルである「サムタイムズ・オールウェイズ」ではマジー・スターのホープ・サンドヴァルがジム・リードとデュエットを披露している。

## 収録曲
特筆ない限りウィリアム・リードによる作詞作曲
1. ダーティ・ウォーター / Dirty Water – 3:08
2. ブリット・ラヴァーズ / Bullet Lovers – 3:39
3. サムタイムズ・オールウェイズ / Sometimes Always – 2:32
4. カム・オン / Come On （ジム・リード） – 2:13
5. ビトウィーン・アス / Between Us – 2:59
6. ホール / Hole （ジム・リード） – 2:15
7. ネヴァー・ソー・イット・カミング / Never Saw It Coming – 3:32
8. シー / She （ジム・リード） – 3:08
9. ウィッシュ・アイ・クッド / Wish I Could – 2:42
10. セイヴ・ミー / Save Me （ジム・リード、ウィリアム・リード）– 2:43
11. ティル・イット・シャインズ / Till It Shines – 3:17
12. ゴッド・ヘルプ・ミー / God Help Me – 2:47
13. ガールフレンド / Girlfriend - 3:16
14. エヴリバディ・アイ・ノウ / Everybody I Know - 2:13
15. ユーヴ・ビーン・ア・フレンド / You've Been a Friend （ジム・リード） - 3:37
16. ジーズ・デイズ / These Days - 2:31
17. フィーリング・ラッキー / Feeling Lucky - 2:18

## 参加ミュージシャン
- ジム・リード - ボーカル (#1~4, #6, #8, #10, #13~15)、ギター、ベース (#6, #12, #14)
- ウィリアム・リード - ボーカル (#5, #7, #9~14, #16, #17)、ギター、ベース (#17)
- ベン・ルーリー - ギター、ハーモニカ、オルガン、ベース
- スティーヴ・モンティ - ドラムス、パーカッション

ゲストボーカル
- ホープ・サンドヴァル (#3)
- シェーン・マガウアン (#12)